# Elias Albert de Bie
Elias Albert de Bie (1669 – Brugge, 13 november 1740) was burgemeester van Brugge.

## Levensloop
De eerste De Bie die, afkomstig uit Brabant, in het graafschap Vlaanderen werd vermeld, was Willem de Bie, die in 1626 door de Spaanse overheid tot ridder werd geslagen. De nazaten behoorden dus tot de adel. Zijn twee zonen waren Elie en Albert.
Elie de Bie (°1610), heer van Sint-Pieters-Woluwe, die schepen van het Brugse Vrije was, had een kleinzoon Joseph de Bie (1713-1751), die trouwde met Thérèse Vleys, dame van Westvoorde, vandaar dat deze tak verder door het leven ging onder de naam de Bie de Westvoorde, om in 1919 in de mannelijke lijn uit te sterven. Deze tak zou in de negentiende eeuw burgemeesters leveren in Oedelem, Oostkamp en Sint-Kruis, met als eerste Louis-Joseph de Bie de Westvoorde (1796-1873).
De broer van Elie, majoor in Spaanse dienst, Albert de Bie (1621-1679), getrouwd met Marie Storm (1614-1647), was de vader van Maximiliaan (°1667) en Elias Albert de Bie. De tweede trouwde met Prisque van Alteren (1677-1724). Ze hadden twee dochters:
- Magdalena de Bie (1697-1745) die trouwde met Pierre d'Hanins (1693-1764).
- Theresia de Bie (ca. 1700-1760) die trouwde met Jan Lodewijk de Peellaert (1693-1752). Zij werden de grootouders van Anselme de Peellaert.

Beroepshalve werd Elias Albert de Bie vermeld als kapitein van een compagnie Kroaten. Hij had dus wellicht in Oostenrijks-Hongaarse dienst gediend.
Op 21 november 1707 werd Elias Albert, samen met zijn broer Maximiliaan, aanvaard als poorter van Brugge. Voordien was hij vrijlaat of bewoner van het Brugse Vrije. Hij werd als adellijk beschouwd en aangesproken met 'jonkheer' en met de titel van heer van Steldershove. Met alleen maar twee dochters bij Elias, werd de hoop op het verder zetten van de naam gevestigd op zijn broer Maximiliaan. Die had inderdaad drie zoons, maar slechts een van hen had een dochter, die ongehuwd bleef, zodat ook deze familietak is uitgestorven.

## Burgemeester
De aanvaarding van De Bie als poorter van de stad had een reden. Hij werd namelijk de dag daarop, 22 november 1707, benoemd tot de hoogste functie, die van burgemeester van de schepenen. Ook de regel dat men sinds jaar en dag poorter van de stad moest zijn om in de magistraat te worden benoemd was al een hele tijd niet meer van tel. In het huidige geval was het natuurlijk wel sterk dat een niet-poorter meteen in het hoogste ambt werd aangesteld. Hij bleef vier jaar in functie en werd in 1711 eerste schepen.
In 1713 was er een pauze, maar in 1717 was hij opnieuw voor vier jaar burgemeester van schepenen, gevolgd door vier jaar als eerste schepen. Dit betekende dus dat hij achttien jaar lang (met een onderbreking van vier jaar) aan de top van het stadsbestuur stond en er dus ongetwijfeld als een trouwe vertegenwoordiger van het centraal gezag handelde.
Dit was nog niet het einde. Na zijn lange periode aan de top van de schepenbank werd De Bie benoemd tot eerste raadslid, een minder opslorpende bezigheid dan die van burgemeester of schepen. Hij bleef deze functie uitoefenen tot aan zijn dood en werd onmiddellijk opgevolgd door zijn neef, Nicolaas de Bie (1714-1798).
De wisseling van staatsgezag door de overdracht van de Zuidelijke Nederlanden van de Spaanse naar de Oostenrijkse Habsburgers had dus duidelijk geen invloed op de carrière van De Bie, die al evenzeer het vertrouwen genoot van de nieuwe heersers als van de vorige.
De jaarlijkse vernieuwing van het stadsbestuur, die de regel was geweest in vroegere tijden, was in de zeventiende eeuw al tamelijk in onbruik geraakt. De meeste besturen bleven meestal twee jaar in functie, stilaan ook al langer. Onder de Oostenrijkers zou de duur van een gemeentebestuur alleen maar verder uitbreiden.

## Oorlogsjaren
Een aparte vermelding verdienen de gebeurtenissen tijdens de eerste ambtsperiode van De Bie. Het was de tijd toen in het kader van de Spaanse Successieoorlog de strijd hevig woedde tussen de Frans-Spaanse troepen en het leger van wat 'de geallieerden' werd genoemd, samengesteld uit Britse, Hollandse en Duits-Oostenrijkse troepen (de zogenaamde Triple Alliantie of Grote Alliantie), aangevoerd door John Churchill, de hertog van Marlborough. Bij herhaling stonden legers van de ene of de andere kant voor de stadspoorten en eisten toegang. Telkens werd hierop ingegaan, wat gelet op de overmacht, moeilijk anders kon. Gedurende verschillende jaren volgden de legers elkaar op en moesten ze telkens bij de burgers worden ingekwartierd. De bevelhebbers werden elke keer met de nodige egards verwelkomd.
De veldslagen vonden elders plaats (Slag bij Ramillies in mei 1706, Slag bij Oudenaarde in juli 1708 en Slag bij Wijnendale in september 1708), maar voordien en nadien was Brugge een van de steden waar massale troepenmachten kwamen verblijven, vooral dan tijdens de winter. Midden de winter 1708-1709 vluchtten de Frans-Spaanse troepen uit Brugge en werden ze opgevolgd door Engelse en Deense soldaten. Bij dit heen en weer gaan en bij de onderhandelingen over de voorwaarden van inkwartiering en betaling kwam heel wat diplomatie te pas. Het is waarschijnlijk dat De Bie hierin geholpen werd door zijn ervaringen als legerofficier.